# Erechthias diaphora
Erechthias diaphora is een vlinder uit de familie van de echte motten (Tineidae). De wetenschappelijke naam van de soort is voor het eerst als Tinea diaphora voorgesteld door Edward Meyrick in een publicatie uit 1893. De spanwijdte bedraagt 14 millimeter.
De soort komt voor in Australië (Queensland, Nieuw-Zuid-Wales, Victoria).